# Amêndoa Douro
O Amêndoa Douro DOP é um produto de origem portuguesa com Denominação de Origem Protegida pela União Europeia (UE) desde 21 de junho de 1996.

## Agrupamento gestor
O agrupamento gestor da denominação de origem protegida "Amêndoa Douro" é a Associação dos Produtores de Amêndoa do Alto Douro.